# Muro da Prega
Die römische Staumauer Muro da Prega – auch Barragem de Pisões genannt (∗) – liegt inmitten von Feldern, etwa sieben Kilometer westlich von Beja in Portugal. Grüner Bewuchs zeigt den Verlauf des Baches an, der heute an der einseitig zerstörten Talsperre vorbeifließt.
Die über 6 m dicke Staumauer besteht aus einzelnen dicht nebeneinander errichteten, in Schichten gemauerten Zügen. Die aus Großmauerwerk und großen Blöcken errichtete, beinahe gerade Mauer ist etwa 62 m lang. Luftseitig ist sie durch Pfeilervorlagen verstärkt, von denen fünf erhalten sind. Vermutlich im Bereich des einstigen Wasserdurchlasses ist die luftseitige Mauer auf etwa 10 m Länge abgerutscht. Wasserseitig blieb eine dünne Mauerschale erhalten. Das Stauwerk ist stellenweise bis zu einer Höhe von vier Metern erhalten.
Überlegungen zum höchstmöglichen Wasserstau ergeben eine Mauerhöhe von etwa fünf Metern, eine Stauseelänge von etwa 130 m, eine Wasserfläche von etwa 8500 m² und ein Speichervolumen von etwa 6200 m³. Als Bestimmung der Talsperre kommen neben der Bewässerung der Felder die Versorgung der Villa von Pisões – eine unmittelbar benachbarte römische Villa – sowie die einer antiken Kanalschleuse infrage. Von beiden fanden sich Spuren in jeweils etwa zwei Kilometer Entfernung von der Staumauer.

## Einzelnachweis
1. ↑  
Thomas G. Schattner (Hrsg.): Archäologischer Wegweiser durch Portugal (= Kulturgeschichte der Antiken Welt, Band 74). Philipp von Zabern, Mainz 1998, ISBN 3-8053-2313-1, S. 182.

## Weblink
- Foto der Mauer (Aufnahme von 2006) (Memento vom 11. Oktober 2016 im Internet Archive; ursprünglich auf Panoramio)